# Adalberto Valderrama Gerbasi
Adalberto Ramon Valderrama Gerbasi (Venezuela, 16 de dezembro de 1952), é um professor venezuelano, naturalizado brasileiro.
Valderrama nasceu na Venezuela e mudou-se para o Brasil em 1977 para cursar Matemática na Universidade Estadual de Maringá. Após se formar, já casado com uma brasileira, voltou a seu país natal, onde trabalhou como professor por dois anos antes de regressar definitivamente ao Brasil. Começou a trabalhar como professor de Ensino Médio em Umuarama. Em 1990, passou a trabalhar na Faculdade de Filosofia, Ciências e Letras de Umuarama, que alguns anos depois se transformou na Universidade Paranaense (UEM). Valderrama é especialista em Estatística Aplicada, pela UEM, e Mestre e Doutor em Inovação Educativa pela Universidade Autônoma de Barcelona.
Em 2017, Valderrama lançou o livro As Maravilhosas Utilidades da Geometria: da Pré-história à Era Espacial, publicado pela PUCPRESS. A obra, de 215 páginas, busca apresentar a Geometria com uma linguagem "leve" e muitas ilustrações, com o objetivo de instigar a curiosidade dos estudantes. Em 2018, o livro ficou em terceiro lugar na categoria "Ciências Naturais e Matemáticas" do Prêmio ABEU, da Associação Brasileira de Editoras Universitárias. No mesmo ano, ganhou o Prêmio Jabuti na categoria "Ciências".